# Искусство синто
Искусство синто (яп. 神道美術 синто:-бидзюцу) — собирательный термин для всех видов и предметов искусства, связанных с поклонением ками (божествам) в японской религии синто. Точного определения термина нет, некоторые авторы, например, не включают в этот термин храмовую архитектуру, также многие произведения можно определить как синтоистские лишь по их контексту.
Термин синто бидзюцу (искусство синто) был, вероятно, впервые использован в выставочном каталоге Музея искусств Окура в 1941 году, а популяризировал его Харуки Кагэяма, автор сборника эссе об искусстве синтоизма «Синто бидзюцу-но-кэнкю», опубликованного в 1962 году.
Различные формы искусства синто появились в результате взаимодействия японского общества с буддизмом, имеющего богатые изобразительные традиции, и начинались как подражание им. Другим источником образов для него являлась придворная культура эпохи Хэйан. Так как ками не имели определённой формы, древние японцы обычно мыслили понятиями священного места, а не священного объекта. Прежде всего это привело к развитию архитектуры храмов, которые считались местом пребывания божеств.

## Изобразительное искусство
Древние японцы не испытывали потребности изображать бестелесных ками в антропоморфной форме. Несмотря на древность скульптурных традиций, включавшие в себя глиняные фигурки ханива, первые однозначно синтоистские скульптуры появились в начале IX века в результате двухвекового влияния буддизма. Скульптуры обычно небольшие и имеют вид коленопреклонённых аристократов или буддийских монахов (часто так изображали бога Хатимана). При их создании мастера старались проявить естественную структуру дерева, а не изобразить индивидуальные черты. Другим распространённым мотивом стали заимствованные у школы Сингон гневные божества-защитники. Часто объектом изображения становились посланцы богов, олени и лисы, и сумоисты (так как сумо считалось подношением богам).
Картины на религиозные темы представлены, в основном, мандалами и портретами Сугавара-но Митидзанэ, обожествлённого под именем Тэндзина. На синтоистских мандалах часто в деталях изображались соответствующие дзиндзя. Большая часть синтоистских предметов искусства не была предназначена для показа, а хранилась сокрытой от глаз в глубине святилища. Важные события из истории святилища часто изображали на свитках эмакимоно. Особняком стоит искусство синкретического учения сюгэндо, которое его адепты стремились сделать понятным простым людям.
Кроме того, к искусству синто относят предметы прикладного искусства и ритуальные объекты, такие, как зеркала, веера, драгоценные камни, микоси (паланкины). Из распространённых предметов искусства можно упомянуть эма — вотивные дощечки, превратившиеся в вид народного искусства. Некоторые относят к предметам искусства и предметы облачения синтоистского священника.

## Музыка и сценическое искусство
Одной из древнейших синтоистских традиций, сохранившихся до нашего времени, является предназначенная для связи с божествами и их увеселения кагура, состоящее из танцев и песен ритуальное представление, сопровождающее мацури (синтоистские празднества). Подобным образом, чтобы утихомирить злых духов, при дворе и в некоторых святилищах (например, Исэ и Ацута) исполняются танцы бугаку под музыку гагаку, имеющие континентальное происхождение.
Два вида традиционного японского театра — но и кабуки — происходят от синтоистских ритуалов-мистерий. Одним из предшественников театра но являлись дэнгаку («игрища на поле»), произошедшие, в свою очередь, от древних рисоводческих ритуалов. Театр кабуки был основан Идзумо-но Окуни, служкой в храме Идзумо; вначале её труппа разыгрывала мистерии.
Сегодня музыка является важной составляющей синтоистских ритуалов (особенно бракосочетания) и мацури. Самыми распространёнными музыкальными инструментами являются флейта и барабан. Флейты разделяются на санкан (с 6 отверстиями), хитикири (с 9 отверстиями), и сё (с 17 отверстиями). Барабаны включают в себя маленький какко, средний сёко и самый распространённый — тайко, по которому бьют тяжёлыми деревянными палочками.